# SM UC-47
SM UC-47 – niemiecki podwodny stawiacz min z okresu I wojny światowej, jedna z 64 zbudowanych jednostek typu UC II. Zwodowany 30 sierpnia 1916 roku w stoczni AG Weser w Bremie, został przyjęty do służby w Kaiserliche Marine 13 października 1916 roku. W czasie służby operacyjnej w składzie Flotylli Flandria okręt odbył 13 patroli bojowych, w wyniku których zatonęło 57 statków o łącznej pojemności 73 614 BRT i niszczyciel o wyporności 880 ton, a osiem statków o łącznej pojemności 14 442 BRT zostało uszkodzonych. SM UC-47 został zatopiony wraz z całą załogą 18 listopada 1917 roku nieopodal latarni morskiej Flamborough, staranowany przez brytyjski okręt patrolowy HMS P57.

## Projekt i budowa
Sukcesy pierwszych niemieckich podwodnych stawiaczy min typu UC I, a także niedostatki tej konstrukcji, skłoniły dowództwo Cesarskiej Marynarki Wojennej z admirałem von Tirpitzem na czele do działań mających na celu budowę nowego, znacznie większego i doskonalszego typu minowych okrętów podwodnych. Opracowany latem 1915 roku projekt okrętu, oznaczonego później jako typ UC II, tworzony był równolegle z projektem przybrzeżnego torpedowego okrętu podwodnego typu UB II. Głównymi zmianami w stosunku do poprzedniej serii były: instalacja wyrzutni torpedowych i działa pokładowego, zwiększenie mocy i niezawodności siłowni, oraz wzrost prędkości i zasięgu jednostki, kosztem rezygnacji z możliwości łatwego transportu kolejowego (ze względu na powiększone rozmiary).
SM UC-47 zamówiony został 20 listopada 1915 roku jako jednostka z II serii okrętów typu UC II (numer projektu 41 nadany przez Inspektorat U-Bootów), w ramach wojennego programu rozbudowy floty . Został zbudowany w stoczni AG Weser w Bremie jako jeden z trzech okrętów II serii zamówionych w tej wytwórni. UC-47 otrzymał numer stoczniowy 257 (Werk 257)  . Stępkę okrętu położono 1 lutego 1916 roku  a zwodowany został 30 sierpnia 1916 roku.

## Dane taktyczno-techniczne
SM UC-47 był średniej wielkości przybrzeżnym okrętem podwodnym o konstrukcji dwukadłubowej. Długość całkowita wynosiła 51,85 metra, szerokość 5,22 metra i zanurzenie 3,67 metra . Wykonany ze stali kadłub sztywny miał 39,3 metra długości i 3,61 metra szerokości, a wysokość (od stępki do szczytu kiosku) wynosiła 7,46 metra . Wyporność w położeniu nawodnym wynosiła 420 ton, a w zanurzeniu 502 tony. Jednostka miała wysoki, ostry dziób przystosowany do przecinania sieci przeciwpodwodnych; do jej wnętrza prowadziły trzy luki: pierwszy przed kioskiem, drugi w kiosku, a ostatni w części rufowej, prowadzący do maszynowni . Cylindryczny kiosk miał średnicę 1,4 metra i wysokość 1,8 metra, obudowany był opływową osłoną . Okręt napędzany był na powierzchni przez dwa 6-cylindrowe, czterosuwowe silniki wysokoprężne MAN S6V26/36 o łącznej mocy 600 KM, a pod wodą poruszał się dzięki dwóm silnikom elektrycznym SSW o łącznej mocy 460 KM . Dwa wały napędowe obracały dwie śruby wykonane z brązu manganowego (o średnicy 1,9 metra i skoku 0,9 metra) . Okręt osiągał prędkość 11,7 węzła na powierzchni i 6,9 węzła w zanurzeniu . Zasięg wynosił 7280 Mm przy prędkości 7 węzłów w położeniu nawodnym oraz 54 Mm przy prędkości 4 węzłów pod wodą . Zbiorniki mieściły 41 ton paliwa , a energia elektryczna magazynowana była w dwóch bateriach akumulatorów 26 MAS po 62 ogniwa, zlokalizowanych pod przednim i tylnym pomieszczeniem mieszkalnym załogi. Okręt miał siedem zewnętrznych zbiorników balastowych . Dopuszczalna głębokość zanurzenia wynosiła 50 metrów , a czas wykonania manewru zanurzenia 40 sekund.
Głównym uzbrojeniem okrętu było 18 min kotwicznych typu UC/200 w sześciu skośnych szybach minowych o średnicy 100 cm, usytuowanych w podwyższonej części dziobowej jeden za drugim w osi symetrii okrętu, pod kątem do tyłu (sposób stawiania – „pod siebie”). Układ ten powodował, że miny trzeba było stawiać na zaplanowanej przed rejsem głębokości, gdyż na morzu nie było do nich dostępu (co znacznie zmniejszało skuteczność okrętów). Wyposażenie uzupełniały dwie zewnętrzne wyrzutnie torped kalibru 500 mm (umiejscowione powyżej linii wodnej na dziobie, po obu stronach szybów minowych), jedna wewnętrzna wyrzutnia torped kal. 500 mm na rufie (z łącznym zapasem 7 torped) oraz umieszczone przed kioskiem działo pokładowe kal. 88 mm L/30, z zapasem amunicji wynoszącym 130 naboi . Okręt wyposażony był w dwa peryskopy Zeissa: wachtowy i bojowy oraz radiostację z podnoszonym masztem o wysokości 10 metrów. Wyposażenie uzupełniała kotwica grzybkowa o masie 272 kg .
Załoga okrętu składała się z 3 oficerów oraz 23 podoficerów i marynarzy.

## Służba

### 1916 rok
13 października 1916 roku SM UC-47 został przyjęty do służby w Cesarskiej Marynarce Wojennej . Dowództwo jednostki objął por. mar. (niem. Oberleutnant zur See) Paul Hundius, dowodzący wcześniej UB-16 .

### 1917 rok
Po okresie szkolenia okręt został 23 stycznia 1917 roku przydzielony do Flotylli Flandria . 31 stycznia na postawioną przez U-Boota minę wszedł zbudowany w 1911 roku norweski parowiec „Modiva” o pojemności 1276 BRT, transportujący węgiel z West Hartlepool do Rouen. Statek zatonął ze stratą trzech załogantów w odległości 14 Mm na południowy wschód od latarni morskiej Flamborough (na pozycji 53°46′N 0°17′E/53,766667 0,283333) . Następnego dnia jego los podzielił pochodzący z 1914 roku norweski parowiec „Portia” (1127 BRT), płynący z ładunkiem węgla z Sunderlandu do Bilbao, który bez strat w załodze zatonął na minie na tych samych wodach (na pozycji 53°45′N 0°19′E/53,750000 0,316667) .
Z dniem 1 lutego, rozkazem szefa sztabu admiralicji niemieckiej z 12 stycznia tego roku, U-Booty należące do czterech flotylli Hochseeflotte, Flotylli Flandria i Flotylli Pola rozpoczęły nieograniczoną wojnę podwodną. W dniach 6–16 lutego UC-47 odbył rejs operacyjny z zadaniem dotarcia do Kanału Bristolskiego, stawiając po drodze miny w dwóch zagrodach. 8 lutego na postawioną minę wszedł patrolujący na wodach nieopodal Dungeness brytyjski niszczyciel HMS „Ghurka” o wyporności 880 ton. Okręt zatonął na pozycji 50°51′10″N 0°55′20″E/50,852778 0,922222, a na jego pokładzie śmierć poniosło 74 członków załogi . Tego samego dnia na pochodzącej z U-Boota minie zatonął także zbudowany w 1903 roku brytyjski parowiec „Lullington” (2816 BRT), przewożący węgiel z Blyth do Rouen (na pozycji 50°43′N 0°32′E/50,716667 0,533333, bez strat w ludziach)  . 10 lutego w odległości 24 Mm na południowy zachód od Bishop Rock został storpedowany przez UC-47 bez ostrzeżenia zbudowany w 1911 roku brytyjski parowiec „Japanese Prince” (4876 BRT), płynący z ładunkiem drobnicy z Newport News do Southampton. Statek zatonął bez strat w załodze na pozycji 49°36′N 6°46′W/49,600000 -6,766667  . 12 lutego UC-47 zatopił dwie jednostki: zbudowany w 1878 roku grecki parowiec „Aghios Spyridon” o pojemności 1618 BRT, płynący z ładunkiem węgla ze Swansea do Neapolu (na pozycji 50°10′N 5°48′W/50,166667 -5,800000)  oraz pochodzącą z 1914 roku brytyjską żaglową łódź rybacką „Brissons” (60 BRT), zatrzymaną i zatopioną po ewakuacji załogi na pozycji 50°31′N 5°15′W/50,516667 -5,250000 . Następnego dnia lista wojennych osiągnięć załogi U-Boota powiększyła się o trzy pozycje: w Kanale Bristolskim został uszkodzony ogniem artyleryjskim zbudowany w 1908 roku brytyjski zbiornikowiec „Sequoya” o pojemności 5263 BRT, płynący z Singapuru do Portishead (zginął jeden marynarz) , a w odległości 1 Mm na północny wschód od latarni morskiej Godrevy została zatrzymana i po opuszczeniu przez załogę zatopiona brytyjska żaglowa łódź rybacka „Fleurette” o wyporności 60 BRT (z powodu złych warunków pogodowych łódź ratunkowa z pięcioma rybakami nie została odnaleziona) . Ostatnią tego dnia ofiarą UC-47 został zbudowany w 1892 roku brytyjski parowiec „F.D. Lambert” (2195 BRT), płynący z ładunkiem węgla z Newcastle upon Tyne do Savony, który bez strat w załodze zatonął na minie nieopodal Eastbourne .
W dniach 6–19 marca okręt odbył kolejną operację bojową z zadaniem dotarcia do Kanału Świętego Jerzego, stawiając po drodze trzy zagrody minowe. 11 marca UC-47 zatopił u wybrzeży Kornwalii dwa nieprzyjacielskie parowce: zbudowany w 1900 roku brytyjski „G.A. Savage” (357 BRT), przewożący smołę z Workington do Swansea (zginęła cała, licząca dziewięć osób załoga)   oraz pochodzący z 1903 roku francuski „Charles Le Cour” (2352 BRT), transportujący węgiel z Cardiff do Nantes (zatonął bez strat w załodze na pozycji 50°16′N 5°36′W/50,266667 -5,600000) . Nazajutrz u północnego wybrzeża Kornwalii ofiarą działalności U-Boota padło 10 brytyjskich łodzi rybackich, zatrzymanych i zatopionych po ewakuacji załóg: „C.A.S.” (60 BRT), „Ena” (56 BRT), „Gratia” (37 BRT), „Hyacinth” (56 BRT), „Inter-nos” (59 BRT), „Jessamine” (56 BRT), „Lent Lily” (23 BRT), „Nellie” (61 BRT), „Proverb” (37 BRT) i „Rivina” (22 BRT) . 14 marca okręt storpedował bez ostrzeżenia zbudowany w 1908 roku uzbrojony brytyjski parowiec „Brika” o pojemności 3549 BRT, płynący z Santiago de Cuba do Londynu z ładunkiem cukru, który zatonął ze stratą dwóch marynarzy w Kanale Świętego Jerzego  . Następnego dnia UC-47 zatopił nieopodal Ouessant dwa norweskie parowce: zbudowany w 1900 roku „Solferino” (1155 BRT), przewożący drobnicę i pasażerów na trasie Porto – Stavanger (bez strat w ludziach)  oraz, także bez strat w załodze, pochodzący z 1905 roku „Wilfred” (1121 BRT), transportujący węgiel z Newport do Gibraltaru (na pozycji 48°42′N 5°06′W/48,700000 -5,100000) . 16 marca załoga UC-47 dopisała do listy osiągnięć tego rejsu dwie kolejne pozycje: zbudowany w 1883 roku włoski parowiec „Medusa” o pojemności 1274 BRT, płynący z Huelvy do Wielkiej Brytanii z ładunkiem rudy żelaza, który został zatopiony nieopodal Ouessant bez strat ludzkich  oraz pochodzący z 1902 roku francuski bark ze stalowym kadłubem „Sully” (2649 BRT), przewożący pszenicę na trasie Bahía Blanca – Brest, zatrzymany i zatopiony w odległości 15 Mm na zachód od Ouessant (nikt nie zginął) .
17 kwietnia załoga U-Boota po postawieniu dwóch zagród minowych (u wybrzeży Kornwalii i w Kanale Bristolskim) u wybrzeży Pembrokeshire zatrzymała i po zejściu załóg zatopiła przy użyciu ładunków wybuchowych dwa brytyjskie drewniane szkunery: zbudowany w 1871 roku „Dantzic” (108 BRT), przewożący ładunek smoły węglowej z Lancasteru do Saint-Brieuc   oraz pochodzący z 1870 roku „William Shepherd” (143 BRT), płynący z ładunkiem węgla z Glasgow do Saint-Valery  . 19 kwietnia więcej szczęścia miał zbudowany w 1878 roku kolejny brytyjski szkuner „Old Head” o pojemności 105 BRT, płynący z Kinsale do Newport z ładunkiem złomu, który bez strat w ludziach został jedynie uszkodzony ogniem artyleryjskim nieopodal Kinsale . Tego dnia UC-47 zatopił u wybrzeży Waterford jeszcze dwie brytyjskie jednostki: zbudowany w 1900 uzbrojony parowiec „Gold Coast” (4255 BRT), przewożący drobnicę z Afryki Zachodniej do Liverpoolu, storpedowany bez ostrzeżenia na pozycji 51°46′N 7°28′W/51,766667 -7,466667 (bez strat w załodze)   oraz pochodzącą z 1867 roku drewnianą brygantynę „Jewel” o pojemności 195 BRT, przewożącą ładunek drewna z Waterford do Cardiff, zatrzymaną i po zejściu załogi zatopioną za pomocą ładunków wybuchowych  ; u północnego wybrzeża Kornwalii na postawioną przez okręt podwodny minę wszedł też zbudowany w 1911 roku brytyjski uzbrojony trawler HMT „Star Of Freedom” (258 BRT), tonąc na pozycji 50°35′N 5°25′W/50,583333 -5,416667 ze stratą 10 członków załogi . 22 kwietnia na południowy wschód od Fastnet Rock U-Boot stoczył dwugodzinny pojedynek artyleryjski z brytyjskim statkiem-pułapką HMS „Gaelic” (Q22), poważnie go uszkadzając . Następnego dnia okręt storpedował bez ostrzeżenia zbudowany w 1911 roku uzbrojony brytyjski parowiec „Imataka” o pojemności 1776 BRT, płynący z ładunkiem cukru, rumu i mięsa z Demerary do Liverpoolu, który zatonął u wybrzeży Cork bez strat w ludziach  . Tego dnia więcej szczęścia miał zbudowany w 1900 roku brytyjski szkuner ze stalowym kadłubem „Tommi” (138 BRT), płynący z Charlestown do Preston z ładunkiem cukru, który mimo zatrzymania i próby zniszczenia ostatecznie nie zatonął . 24 kwietnia ofiarą działalności UC-47 zostały dwie kolejne brytyjskie jednostki: zbudowany w 1910 roku parowiec „Plutus” (1189 BRT), płynący pod balastem z Rouen do Barry, storpedowany bez ostrzeżenia i zatopiony na pozycji 50°41′N 5°07′W/50,683333 -5,116667 (śmierć poniósł jeden marynarz)   oraz pochodzący z 1903 roku dryfter „Heather” (58 BRT), zatrzymany i po opuszczeniu przez załogę zatopiony 14 Mm na północny wschód od Bishop Rock (na pozycji 49°52′N 6°48′W/49,866667 -6,800000) . 26 kwietnia U-Boot w odległości 11 Mm na południowy zachód od Start Point zatrzymał i zatopił zbudowany w 1897 roku francuską drewnianą brygantynę „Aigle” o pojemności 172 BRT, przewożący złom z Saint-Malo do Neath Port Talbot ; ten sam los spotkał też zbudowany w 1884 roku norweski bark z żelaznym kadłubem „John Lockett” (842 BRT), płynący pod balastem z Hawru do Savanna-la-Mar (zatonął bez strat w ludziach 25 Mm na południe od Lizard Point) .
18 maja na postawioną przez okręt podwodny minę wszedł na pozycji 50°10′N 5°44′W/50,166667 -5,733333 zbudowany w 1908 roku brytyjski parowiec „Mary Baird” (1830 BRT), płynący pod balastem z Rouen do Newport, który zatonął ze stratą siedmiu członków załogi  . 3 czerwca ten sam los spotkał zbudowany w 1912 roku włoski parowiec „Portofino” o pojemności 1754 BRT, płynący na trasie Penarth – Blaye. Statek zatonął ze stratą trzech załogantów w odległości 3 Mm na północny wschód od latarni morskiej Pendeen . 12 czerwca nieopodal latarni morskiej Hartland Point na minę wszedł również zbudowany w 1912 roku uzbrojony trawler HMT „Carew Castle” (256 BRT), który zatonął tracąc trzech członków załogi na pozycji 50°58′N 4°36′W/50,966667 -4,600000 . Dwa dni później u wybrzeży Cork U-Boot storpedował bez ostrzeżenia zbudowany w 1898 roku uzbrojony brytyjski parowiec „Dart” o pojemności 3207 BRT, przewożący piryty z Huelvy do Garston. Statek zatonął ze stratą czterech członków załogi  . 19 czerwca więcej szczęścia miał zbudowany w 1914 roku brytyjski parowiec „Great City” (5525 BRT), transportujący ładunek stali i owsa z Newport News do Londynu, który w wyniku przeprowadzonego w odległości 30 Mm na zachód od Bishop Rock ataku torpedowego doznał jedynie uszkodzeń (na jego pokładzie śmierć poniosło czterech marynarzy) .
16 lipca dowódca U-Boota, Paul Hundius, awansowany został na stopień kpt. mar. (niem. Kapitänleutnant) . 18 lipca nieopodal Lizard UC-47 storpedował zbudowany w 1908 roku norweski parowiec „Ruth” o pojemności 549 BRT (statek został uszkodzony) . Dwa dni później o 03:45 okręt przeprowadził skryty atak torpedowy na zbudowany w 1890 roku uzbrojony brytyjski parowiec „Beatrice” (712 BRT), transportujący węgiel z Penarth do Honfleur. Statek zatonął w odległości 10 Mm na południowy wschód od Lizard (na pozycji 49°57′N 4°57′W/49,950000 -4,950000), a na jego pokładzie śmierć poniosło 11 załogantów  . Tego dnia na postawioną przez U-Boota nieopodal półwyspu Lizard minę wpłynął zbudowany w 1891 roku uzbrojony brytyjski parowiec „Bramham” (1978 BRT), płynący z ładunkiem węgla z Barry do Rouen. Statek zatonął ze stratą jednego marynarza na pozycji 50°01′N 4°56′W/50,016667 -4,933333  . 31 lipca okręt zatopił kolejne dwa statki: w odległości 10 Mm na północny zachód od Île-de-Batz storpedował bez ostrzeżenia zbudowany w 1887 roku uzbrojony brytyjski parowiec „Fremona” (3028 BRT), przewożący zboże, mąkę i drewno z Montrealu do Leith (jednostka zatonęła ze stratą 11 członków załogi na pozycji 48°55′N 4°11′W/48,916667 -4,183333)  ; ten sam los spotkał też zbudowany w 1890 roku amerykański zbiornikowiec „Motano” (2730 BRT), przewożący paliwo z Nowego Jorku do Portsmouth (do ataku doszło 20 Mm na południowy wschód od Start Point, a zginęło w nim 24 członków załogi statku) .
22 sierpnia w odległości 6 Mm na południe od Start Point UC-47 zatopił zbudowany w 1895 roku norweski parowiec „Gro” o pojemności 2667 BRT, płynący z ładunkiem węgla z Glasgow do Rouen (nikt nie zginął) . Ten sam los spotkał nazajutrz kolejny norweski parowiec „Peer Gynt” (1144 BRT), przewożący węgiel z Port Talbot do Rouen. Zbudowany w 1915 roku statek zatonął ze stratą czterech załogantów na pozycji 50°23′N 5°20′W/50,383333 -5,333333 . Tego samego dnia okręt podwodny storpedował bez ostrzeżenia pochodzący z 1902 roku uzbrojony brytyjski parowiec „Veghtstroom” o pojemności 1353 BRT, transportujący węgiel z Penarth do Hawru. Jednostka zatonęła na pozycji 50°16′N 5°35′W/50,266667 -5,583333 ze stratą pięciu marynarzy  . 26 sierpnia lista osiągnięć U-Boota powiększyła się o kolejne dwie pozycje: nieopodal latarni morskiej Hartland Point na postawionej tego dnia minie zatonął zbudowany w 1897 roku grecki parowiec „Eirini” o pojemności 2452 BRT, płynący na trasie Bordeaux – Newport , a 6 Mm na północny wschód od latarni morskiej Trevose Head został storpedowany zbudowany w 1900 roku belgijski parowiec „Seresia” (2342 BRT), płynący z ładunkiem węgla z Barry do Bordeaux (statek został jedynie uszkodzony) .
23 września UC-47 w odległości 14 Mm na północny zachód od Saint-Valery-en-Caux zatrzymał i zatopił ogniem artylerii zbudowany w 1874 roku brytyjski drewniany szkuner „Perseverance” (118 BRT), przewożący ładunek kaolinitu z Fowey do Saint-Valery-en-Caux (nikt nie zginął)  . Następnego dnia 25 Mm na północny zachód od Scilly okręt zatrzymał pochodzący z 1898 roku francuski trzymasztowy szkuner „Mimosa” (296 BRT), płynący z ładunkiem dorsza z Nowej Fundlandii do Saint-Malo. Do zatopienia ogniem artyleryjskim opuszczanego przez załogę żaglowca nie doszło z powodu szybkiego zbliżania się do miejsca zdarzenia niszczycieli, lecz odłamki pocisków spowodowały śmiertelne obrażenia u kapitana statku Pepina . 25 września w odległości 5 Mm na północny zachód od Cape Cornwall U-Boot storpedował bez ostrzeżenia zbudowany w 1892 roku uzbrojony brytyjski parowiec „Boynton” o pojemności 2578 BRT, płynący z ładunkiem drobnicy z Manchesteru do Francji. Statek zatonął na pozycji 50°05′N 5°55′W/50,083333 -5,916667, a na jego pokładzie zginęły 23 osoby wraz z kapitanem  . 3 października UC-47 15 Mm na południowy wschód od Scilly zatrzymał zbudowany w 1882 roku amerykański żaglowiec „Annie F. Conlon” (591 BRT), przewożący ładunek smaru z Nowego Jorku do Hawru. Statek po opuszczeniu przez załogę został jedynie uszkodzony, ale podczas holowania do portu uległ całkowitemu zniszczeniu .
9 października dowództwo okrętu objął por. mar. Günther Wigankow . Pierwsze wojenne osiągnięcia nowego kapitana zostały odniesione już 18 października, kiedy to UC-47 zatopił w odległości 20 Mm na południowy wschód od latarni morskiej Flamborough skrytymi atakami torpedowymi dwa uzbrojone brytyjskie parowce: zbudowany w 1911 roku „Cadmus” (1879 BRT), przewożący puste łuski z Dunkierki do Blyth (bez strat w ludziach)   oraz zbudowany w 1909 roku „Togston” (1057 BRT), płynący z ładunkiem węgla z Newcastle upon Tyne do Londynu (na pozycji 53°40′N 0°12′E/53,666667 0,200000, zginęło pięciu marynarzy)  . Kolejne dwie pozycje do listy osiągnięć U-Boota zostały dopisane 9 listopada, kiedy to 1,5 Mm na północny wschód od Filey został storpedowany bez ostrzeżenia zbudowany w 1889 roku uzbrojony brytyjski parowiec „Ballogie” o pojemności 1207 BRT, przewożący żużel z Middlesbrough do Dunkierki (zginęło 13 załogantów wraz z kapitanem)  . Ten sam los spotkał pochodzący z 1913 roku francuski parowiec „Isabelle” (2466 BRT), płynący z ładunkiem węgla z Newcastle upon Tyne do Rouen (statek zatonął na pozycji 54°13′N 0°13′W/54,216667 -0,216667, a na jego pokładzie zginęło sześć osób) . Dwa dni później w okolicy latarni morskiej Flamborough UC-47 zatopił w ataku torpedowym zbudowany w 1883 roku szwedzki parowiec „Dana” o pojemności 1620 BRT, przewożący drobnicę z Göteborga do Kingston upon Hull (śmierć poniosło ośmiu załogantów) . 12 listopada okręt zatrzymał i zatopił 25 Mm od wybrzeża Holandii zbudowaną w 1877 roku holenderską żaglową łódź rybacką „Huibertje” (68 BRT), na której pokładzie zginął jeden marynarz .
18 listopada 1917 roku SM UC-47 został zatopiony wraz z całą liczącą 28 osób załogą na wschód od latarni morskiej Flamborough, staranowany przez brytyjski okręt patrolowy HMS P57 (na pozycji 54°00′N 0°24′E/54,000000 0,400000) . Wrak jednostki został spenetrowany przez brytyjskich nurków, którzy wydobyli z niego m.in. mapy z zaznaczonym położeniem postawionych przez okręt zagród minowych.
14 marca 1918 roku na postawionej przez UC-47 28 lipca 1917 roku minie zatonął jeszcze nieopodal wyspy Sark zbudowany w 1912 roku francuski parowiec „Jeanne Marie” (2971 BRT), płynący z ładunkiem miedzi i drobnicy z Nowego Jorku do Hawru (na pozycji 49°20′N 2°22′W/49,333333 -2,366667) .

### Podsumowanie działalności bojowej
SM UC-47 odbył 13 rejsów operacyjnych, w wyniku których zatonęło 57 jednostek o łącznej pojemności 73 614 BRT i niszczyciel o wyporności 880 ton, a osiem statków o łącznej pojemności 14 442 BRT doznało uszkodzeń . Na pokładach zatopionych i uszkodzonych jednostek zginęło co najmniej 241 osób, w tym 74 na brytyjskim niszczycielu HMS „Ghurka”  . Pełne zestawienie zadanych przez niego strat przedstawia poniższa tabela :
| Data                 | Nazwa                 | Państwo           | Tonaż       | Los jednostki |
| -------------------- | --------------------- | ----------------- | ----------- | ------------- |
| 31 stycznia 1917     | „Modiva”              | Norwegia          | 1276        | zatopiony     |
| 1 lutego 1917        | „Portia”              | Norwegia          | 1127        | zatopiony     |
| 8 lutego 1917        | HMS „Ghurka”          | Royal Navy        | 880         | zatopiony     |
| 8 lutego 1917        | „Lullington”          | Wielka Brytania   | 2816        | zatopiony     |
| 10 lutego 1917       | „Japanese Prince”     | Wielka Brytania   | 4876        | zatopiony     |
| 12 lutego 1917       | „Aghios Spyridon”     | Królestwo Grecji  | 1618        | zatopiony     |
| 12 lutego 1917       | „Brissons”            | Wielka Brytania   | 60          | zatopiony     |
| 13 lutego 1917       | „Sequoya”             | Wielka Brytania   | 5263        | uszkodzony    |
| 13 lutego 1917       | „F.D. Lambert”        | Wielka Brytania   | 2195        | zatopiony     |
| 13 lutego 1917       | „Fleurette”           | Wielka Brytania   | 60          | zatopiony     |
| 11 marca 1917        | „Charles Le Cour”     | Francja           | 2352        | zatopiony     |
| 11 marca 1917        | „G.A. Savage”         | Wielka Brytania   | 357         | zatopiony     |
| 12 marca 1917        | „C.A.S.”              | Wielka Brytania   | 60          | zatopiony     |
| 12 marca 1917        | „Ena”                 | Wielka Brytania   | 56          | zatopiony     |
| 12 marca 1917        | „Gracia”              | Wielka Brytania   | 37          | zatopiony     |
| 12 marca 1917        | „Hyacinth”            | Wielka Brytania   | 56          | zatopiony     |
| 12 marca 1917        | „Inter-nos”           | Wielka Brytania   | 59          | zatopiony     |
| 12 marca 1917        | „Jessamine”           | Wielka Brytania   | 56          | zatopiony     |
| 12 marca 1917        | „Lent Lily”           | Wielka Brytania   | 23          | zatopiony     |
| 12 marca 1917        | „Nellie”              | Wielka Brytania   | 61          | zatopiony     |
| 12 marca 1917        | „Proverb”             | Wielka Brytania   | 37          | zatopiony     |
| 12 marca 1917        | „Rivina”              | Wielka Brytania   | 22          | zatopiony     |
| 14 marca 1917        | „Brika”               | Wielka Brytania   | 3549        | zatopiony     |
| 15 marca 1917        | „Solferino”           | Norwegia          | 1155        | zatopiony     |
| 15 marca 1917        | „Wilfred”             | Norwegia          | 1121        | zatopiony     |
| 16 marca 1917        | „Medusa”              | Włochy            | 1274        | zatopiony     |
| 16 marca 1917        | „Sully”               | Francja           | 2649        | zatopiony     |
| 17 kwietnia 1917     | „Dantzic”             | Wielka Brytania   | 108         | zatopiony     |
| 17 kwietnia 1917     | „William Shephard”    | Wielka Brytania   | 143         | zatopiony     |
| 19 kwietnia 1917     | „Old Head”            | Wielka Brytania   | 105         | uszkodzony    |
| 19 kwietnia 1917     | „Gold Coast”          | Wielka Brytania   | 4255        | zatopiony     |
| 19 kwietnia 1917     | „Jewel”               | Wielka Brytania   | 195         | zatopiony     |
| 19 kwietnia 1917     | HMT „Star of Freedom” | Royal Navy        | 258         | zatopiony     |
| 22 kwietnia 1917     | HMS „Gaelic”          | Royal Navy        | 224         | uszkodzony    |
| 23 kwietnia 1917     | „Tommi”               | Wielka Brytania   | 138         | uszkodzony    |
| 23 kwietnia 1917     | „Imataka”             | Wielka Brytania   | 1776        | zatopiony     |
| 24 kwietnia 1917     | „Heather”             | Wielka Brytania   | 58          | zatopiony     |
| 24 kwietnia 1917     | „Plutus”              | Wielka Brytania   | 1189        | zatopiony     |
| 26 kwietnia 1917     | „Aigle”               | Francja           | 172         | zatopiony     |
| 26 kwietnia 1917     | „John Lockett”        | Norwegia          | 842         | zatopiony     |
| 18 maja 1917         | „Mary Baird”          | Wielka Brytania   | 1830        | zatopiony     |
| 3 czerwca 1917       | „Portofino”           | Włochy            | 1754        | zatopiony     |
| 12 czerwca 1917      | HMT „Carew Castle”    | Royal Navy        | 256         | zatopiony     |
| 14 czerwca 1917      | „Dart”                | Wielka Brytania   | 3207        | zatopiony     |
| 19 czerwca 1917      | „Great City”          | Wielka Brytania   | 5525        | uszkodzony    |
| 18 lipca 1917        | „Ruth”                | Norwegia          | 549         | uszkodzony    |
| 20 lipca 1917        | „Beatrice”            | Wielka Brytania   | 712         | zatopiony     |
| 20 lipca 1917        | „Bramham”             | Wielka Brytania   | 1978        | zatopiony     |
| 31 lipca 1917        | „Fremona”             | Wielka Brytania   | 3028        | zatopiony     |
| 31 lipca 1917        | „Motano”              | Stany Zjednoczone | 2730        | zatopiony     |
| 22 sierpnia 1917     | „Gro”                 | Norwegia          | 2667        | zatopiony     |
| 23 sierpnia 1917     | „Peer Gynt”           | Norwegia          | 1144        | zatopiony     |
| 23 sierpnia 1917     | „Veghtstroom”         | Wielka Brytania   | 1353        | zatopiony     |
| 26 sierpnia 1917     | „Eirini”              | Królestwo Grecji  | 2452        | zatopiony     |
| 26 sierpnia 1917     | „Seresia”             | Belgia            | 2342        | uszkodzony    |
| 23 września 1917     | „Perseverance”        | Wielka Brytania   | 118         | zatopiony     |
| 24 września 1917     | „Mimosa”              | Francja           | 296         | uszkodzony    |
| 25 września 1917     | „Boynton”             | Wielka Brytania   | 2578        | zatopiony     |
| 3 października 1917  | „Annie F. Conlon”     | Stany Zjednoczone | 591         | zatopiony     |
| 18 października 1917 | „Cadmus”              | Wielka Brytania   | 1879        | zatopiony     |
| 18 października 1917 | „Togston”             | Wielka Brytania   | 1057        | zatopiony     |
| 9 listopada 1917     | „Ballogie”            | Wielka Brytania   | 1207        | zatopiony     |
| 9 listopada 1917     | „Isabelle”            | Francja           | 2466        | zatopiony     |
| 11 listopada 1917    | „Dana”                | Szwecja           | 1620        | zatopiony     |
| 12 listopada 1917    | „Huibertje”           | Holandia          | 68          | zatopiony     |
| 14 marca 1918        | „Jeanne Marie”        | Francja           | 2971        | zatopiony     |
| RAZEM                | RAZEM                 | zatopione:        | zatopione:  | 58            |
| RAZEM                | RAZEM                 | uszkodzone:       | uszkodzone: | 8             |